# الصفصافه
الصفصافة یک منطقهٔ مسکونی در سوریه است که در استان طرطوس واقع شده‌است.

## خصوصیات
الصفصافة ۶٬۰۱۱ نفر جمعیت دارد.